# Rosalind Hicks
Rosalind Margaret Clarissa Hicks (născută Christie; n. 5 august 1919, Ashfield⁠(d), Anglia, Regatul Unit al Marii Britanii și Irlandei – d. 28 octombrie 2004) a fost singura fiică a scriitoarei britanice Agatha Christie. Din anul 1976, de la moartea mamei sale, Rosalind Hicks a încercat să mențină reputația și integritatea acesteia, ca o figură literară.